# Jeannine De Ruysscher
Jeannine De Ruysscher ist eine ehemalige belgische Triathletin. 1992 war sie Europameisterin über die Mitteldistanz.

## Werdegang
Bei der fünften Austragung einer Triathlon-Europameisterschaft auf der Mitteldistanz (2,5 km Schwimmen, 90 km Radfahren und 20 km Laufen) durch den europäischen Triathlonverband (ETU) 1990 in Trier belegte Jeannine De Ruysscher den dritten Rang. Sie qualifizierte sich damit für die Triathlon-Weltmeisterschaft, wo sie im September in Florida 18. wurde.
1992 wurde Jeannine De Ruysscher belgische Meisterin auf der Triathlon-Mitteldistanz.
Sie gewann im August in Finnland die ETU-Europameisterschaft auf der Mitteldistanz und sie holte den Titel als zweite Belgierin nach Lieve Paulus (1985).
Seit 1995 tritt Jeannine De Ruysscher nicht mehr international in Erscheinung.

## Sportliche Erfolge
| Datum/Jahr    | Rang | Wettbewerb                           | Austragungsort | Zeit     | Bemerkung                                       |
| ------------- | ---- | ------------------------------------ | -------------- | -------- | ----------------------------------------------- |
| 30. Juli 1995 | 25   | ETU Triathlon European Championships | Stockholm      | 02:09:09 | hinter der Französin Isabelle Mouthon-Michellys |
| 27. Nov. 1994 | 10   | ITU Triathlon World Championships    | Wellington     | 02:10:07 |                                                 |
| 2. Juli 1994  | 6    | ETU Triathlon European Championships | Eichstätt      | 02:08:15 |                                                 |
| 22. Aug. 1993 | 12   | ITU Triathlon World Championships    | Manchester     | 02:11:18 |                                                 |
| 1992          | 2    | BEL Triathlon National Championships | Belgien        |          |                                                 |
| 8. Sep. 1991  | 10   | ETU Triathlon European Championships | Genf           | 02:12:24 |                                                 |
| 15. Sep. 1990 | 18   | ITU Triathlon World Championships    | Orlando        | 02:09:17 | hinter der US-Amerikanerin Karen Smyers         |

| Jahr         | Platz | Wettbewerb                                           | Austragungsort | Zeit     | Bemerkung |
| ------------ | ----- | ---------------------------------------------------- | -------------- | -------- | --------- |
| 1. Aug. 1992 | 1     | ETU Triathlon Middle Distance European Championships | Joroinen       | 04:05:19 |           |
| 1992         | 1     | BEL Middle Distance Triathlon National Championships | Belgien        |          |           |
| 1990         | 3     | ETU Triathlon Middle Distance European Championships | Trier          |          |           |

(DNF – Did Not Finish)